# Izumi Garden Tower
La Izumi Garden Tower (泉ガーデンタワー Izumi Gāden Tawā, Spring Garden Tower ?) es un rascacielos de 216 m (708 ft) de altura situado en el distrito Roppongi de Tokio. La torre incluye un hotel de gama alta, apartamentos de lujo con vistas de Tokio y la Torre de Tokio, un gimnasio, oficinas, tiendas y restaurantes. Cuando la construcción fue completada el 30 de junio de 2002, la torre era el rascacielos más alto en Minato-ku, aunque ha sido sobrepasada desde entonces por la Mori Tower de Roppongi Hills.
El sótano de la Izumi Garden Tower está conectado directamente a la Estación Roppongi-itchōme de la Línea Namboku del Metro de Tokio.

## Inquilinos de las oficinas
- Anderson Mori & Tomotsune, plantas 38-40
- Naturally Plus, planta 35
- LGT Bank, planta 33
- Davis Polk & Wardwell, planta 33
- WCL Co., Ltd., planta 30
- Orrick, Herrington & Sutcliffe, planta 28
- Credit Suisse, plantas 24-27
- Skadden, Arps, Slate, Meagher & Flom, planta 21
- Morningstar, planta 20
- Electronic Arts, planta 18
- Dresdner Kleinwort, plantas 14 y 15
- KPMG, plantas 11 y 12
- SBI Holdings, plantas 17-21
- PacketVideo Japan Corporation, plantas 10 y 13
- E-Trade

## Izumi Garden Residence
Conectada a la Izumi Garden Tower por medio de un patio central en el complejo y un sistema de escaleras mecánicas está la Izumi Garden Residence, un rascacielos de apartamentos de lujo de 32 plantas que abastecen a familias ricas locales y extranjeras. Los apartamentos están equipados con suelos de madera, acceso seguro y un servicio de recepción las 24 horas.

## Otros servicios
Izumi Tower y su patio central contienen varios servicios y restaurantes, incluyendo un centro de reuniones, banco, tienda de libros, clínica y peluquería, así como los siguientes:
- Fitness Club Esforta
- Paul (panadería y cafetería)
- Selfridge Cafe
- Tully's Coffee
- Ma Chambre (restaurante francés)
- Tesoro (restaurante español)
- Warung Bali (restaurante balinés)